# Fátima (Buenos Aires)

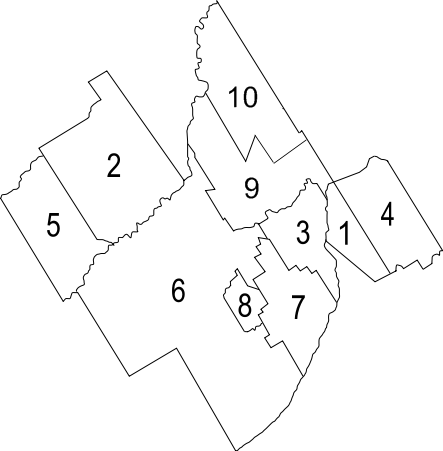
Partido del Pilar, Fátima (2)

Fátima o Fátima Estación Empalme (ex Empalme Lacroze) es una localidad argentina situada en el Partido del Pilar, provincia de Buenos Aires, a aproximadamente 62 km por Ruta Nacional N.º 8 de la Ciudad Autónoma de Buenos Aires.
Su población forma parte del Gran Buenos Aires, aunque administrativamente no forma parte del mismo, al igual que el resto del Partido del Pilar.
Antiguamente fue una zona dedicada a la agricultura, pero en la actualidad hay una actividad más diversificada. En la ciudad se desarrollan diversas actividades comerciales y cuenta con áreas residenciales bien diferenciadas. Hay una estación de ferrocarril del mismo nombre, perteneciente al Ferrocarril General Urquiza.
Fátima atraviesa una expansión e inversión inmobiliaria importante fruto de la radicación de numerosos barrios cerrados y countries en sus alrededores.

## Sismicidad
La región responde a la «subfalla del río Paraná», y a la «subfalla del río de la Plata», con sismicidad baja; y su última expresión se produjo el 5 de junio de 1888 (136 años), a las 3.20 UTC-3, con una magnitud aproximadamente de 5,0 en la escala de Richter (terremoto del Río de la Plata de 1888).
La Defensa Civil municipal debe advertir sobre escuchar y obedecer acerca de
Área de
- Tormentas severas periódicas
- Baja sismicidad, con silencio sísmico de 136 años

## Galería

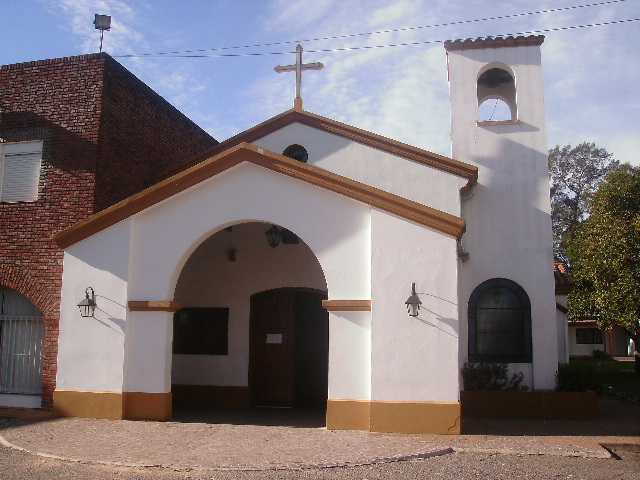
Iglesia Nuestra Señora de Fátima
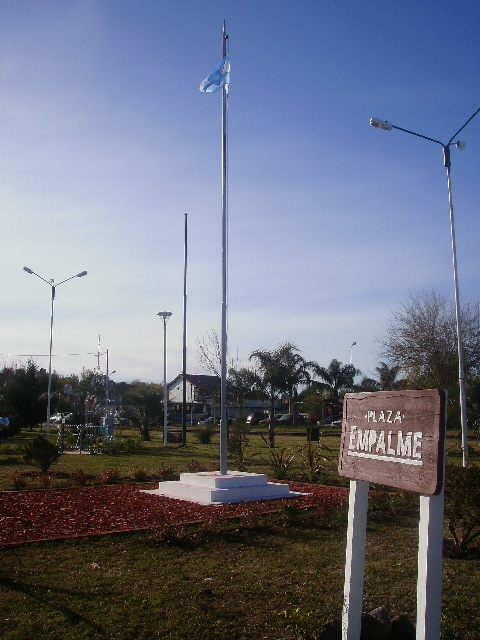
Plaza Empalme Fátima

## Población
Cuenta con 9,876 habitantes (Indec, 2022).
| Gráfica de evolución demográfica de Fátima entre 1991 y 2022 |
|                                                              |
| Fuente: Censos nacionales del INDEC                          |